# (153958) 2002 AM31
(153958) 2002 AM31 est un astéroïde géocroiseur qui a été découvert par LINEAR le 14 janvier 2002. Il est classé comme « potentiellement dangereux » par le Centre des planètes mineures.

## Passages rapprochés
Cet astéroïde s'est approché de la Terre le 22 juillet 2012. Au plus près, à 23 h 34 TU, il n'était qu'à 0,031 5 ua de la Terre, (~5,2 millions de km) soit 13,7 fois la distance Terre-Lune,. Il était alors dans la constellation de Céphée.
Le dimanche 22 juillet 2012, le "Slooh Space Camera sky watching website" a retransmis deux émissions en direct (ici) afin de permettre aux internautes de voir l'objet depuis des télescopes situés à l'observatoire Prescott en Arizona et aux îles Canaries, au large de la côte ouest de l'Afrique.
Sa prochaine approche aura lieu le 12 novembre 2023 à 0 h 32 TU, cette fois à plus de 0,39 ua de notre planète. Sa prochaine rencontre aussi proche que celle de 2012 sera la suivante, le 29 juillet 2032 à 3 h 33, à 0,034 1 ua de la Terre.